# Villasandino
Villasandino község Spanyolországban, Burgos tartományban. Villasandino Castrojeriz, Padilla de Abajo, Grijalba és Sasamón községekkel határos. Lakosainak száma 178 fő (2024).

## Népesség
A település népessége az utóbbi években az alábbiak szerint változott:
| Lakosok száma | 260  | 238  | 224  | 223  | 212  | 199  | 189  | 185  | 176  | 178  |
|               | 2001 | 2004 | 2006 | 2009 | 2011 | 2014 | 2016 | 2019 | 2021 | 2024 |